# Hijas de Dakh

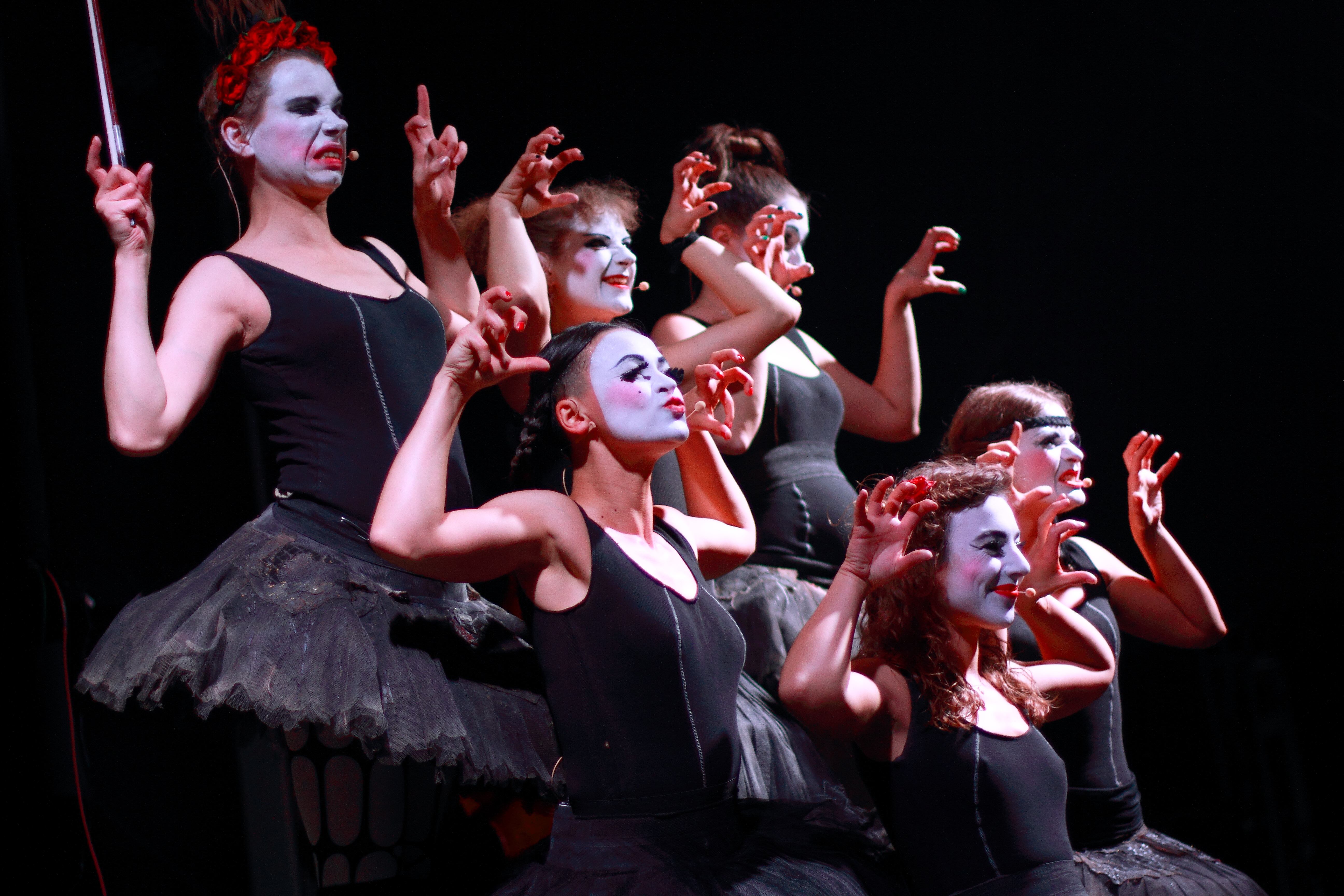
Hijas de Dakh en el Festival de Rudolstadt 2016.

Dakh Daughters es un proyecto de música y teatro ucraniano que comenzó en 2012 en Kiev. La banda está formada por siete mujeres, que tocan varios instrumentos y cantan en diferentes idiomas ucraniano, inglés, francés, alemán, ruso y dialectos del ucraniano. 

## Historia
La banda está formada por siete mujeres, todas ellas cantantes, músicas y actrices del teatro Dakh, y otros proyectos como DakhaBrakha y Perkalaba. 
- Solomiia Melnyk
- Ruslana Khazipova (quien también es miembro de la banda Ragapop y exmiembro de Perkalaba )
- Natalka Bida
- Anna Nikitina (quien también es miembro de la banda Ragapop)
- Zo
- Tetiana Havryliuk
- Nina Garenetska (quien también es miembro de la banda DakhaBrakha )

El nombre de la banda deriva del teatro Dakh que está asociado con el proyecto. Como Dakh Daughters a menudo utilizan textos de autores famosos en sus letras (por ejemplo, Taras Shevchenko, William Shakespeare, Joseph Brodsky, Charles Bukowski, Shaggy ).La banda se hizo famosa tras publicar en YouTube el vídeo musical «Rozy / Donbass», basado en el Soneto 35 de Shakespeare y canciones populares ucranianas.   También es muy conocido el vídeo de su actuación en directo en Maidan Nezalezhnosti en Kiev durante las primeras protestas de Euromaidán en diciembre de 2013.
Han actuado en varias ciudades de Ucrania, así como fuera del país (en Polonia, República Checa, Francia, Rusia y Brasil). Han participado en eventos como Zaxidfest, Gogolfest, Festival de cine mudo en Odesa, etc. Se presentaron en WOMAD en 2023, donde su estilo cabaret extravagante fue bien recibido.

## Discografía
Dakh Daughters tuvo un papel destacado en la película de comedia musical ucraniana de 2019 Hutsulka Ksenya. A través de su música y sus canciones, se cuestionan las nociones de herencia e identidad, recurriendo tanto a textos clásicos —como el Soneto 35 de Shakespeare— como a canciones populares ucranianas. Estos poemas o relatos, cantados, coreados y rapeados, siempre cuestionan la lucha universal e intemporal del hombre por la defensa de su libertad y sus afiliaciones. Así, las Hijas de Dakh logran elaborar una poesía de ira al ritmo de los tambores de guerra, los sollozos de los violines y la frenética esperanza de «Ucrania en llamas». 
El primer álbum de estudio de la banda, IF, que contiene 9 pistas, fue lanzado en noviembre de 2016.  El segundo, AIR, salió en abril de 2019. El tercero Maquillaje en 2021 y La caja de Pandora (2025)